# Catedral de Senhora Sant'Ana
A Catedral de Senhora Sant'Ana é o templo católico sede da Diocese de Caetité, no estado brasileiro da Bahia.
Construída sobre os arcabouços de igreja primitiva já existente e erguida "pelos jesuítas" ainda no século XVIII, ocupava o antigo "Largo de Santana", atual Praça da Catedral, a mais importante da cidade. No dizer de Helena Lima, seu "defeito único é a falta de acústica". No registro de um cronista local: "A Catedral de Santana representa o Centro da cidade de Caetité. Ali todos temos nosso começo para a vida, desde a pia batismal, como ali encerramos nossa jornada, nas despedidas fúnebres. Os principais eventos, as festas maiores, começam e obrigatoriamente passam por sob sua imponente torre. Templo majestoso, casa de oração, ali ainda ecoam as lágrimas do poeta Plínio de Lima, chorando a mãe de quem não pôde se despedir, em aqui retornando após diplomar-se em Direito em 1871, tendo sido colega de Castro Alves. Ali as canções de muitas gerações se espargiram por todo o sertão, formando na religiosidade de nossa gente, e dos que aqui pousam, um halo que a embeleza inda mais, retumbando nos batimentos do coração a lembrança dos sacerdotes que nela tiveram a graça de proferir seus sermões: desde célebre oratória do Mons. Bastos, ao paciente falar do Padre Vavá... A Catedral de Santana é não só a Igreja Matriz de Caetité, é Igreja-Mãe - e maternalmente abraça o vale que protege, embeleza, ama."
"Por informes do Bel. Silvio Gumes Fernandes, o dr. Constantino Fraga, ilustre advogado caetiteense, jurista de renome radicado na capital paulista, procedeu à doação de um órgão belíssimo e do relógio que orna a torre maior da Igreja. Por transmissão oral familiar, o aparato deste relógio foi assentado pelo alemão Otto Koehne, deixando ali sua marca de improvisação, com a adaptação de uma mesa como sustentáculo do mecanismo. Foi dele, ainda, a confecção da cruz de ferro que encima o coruchéu da imponente torre."

## Histórico

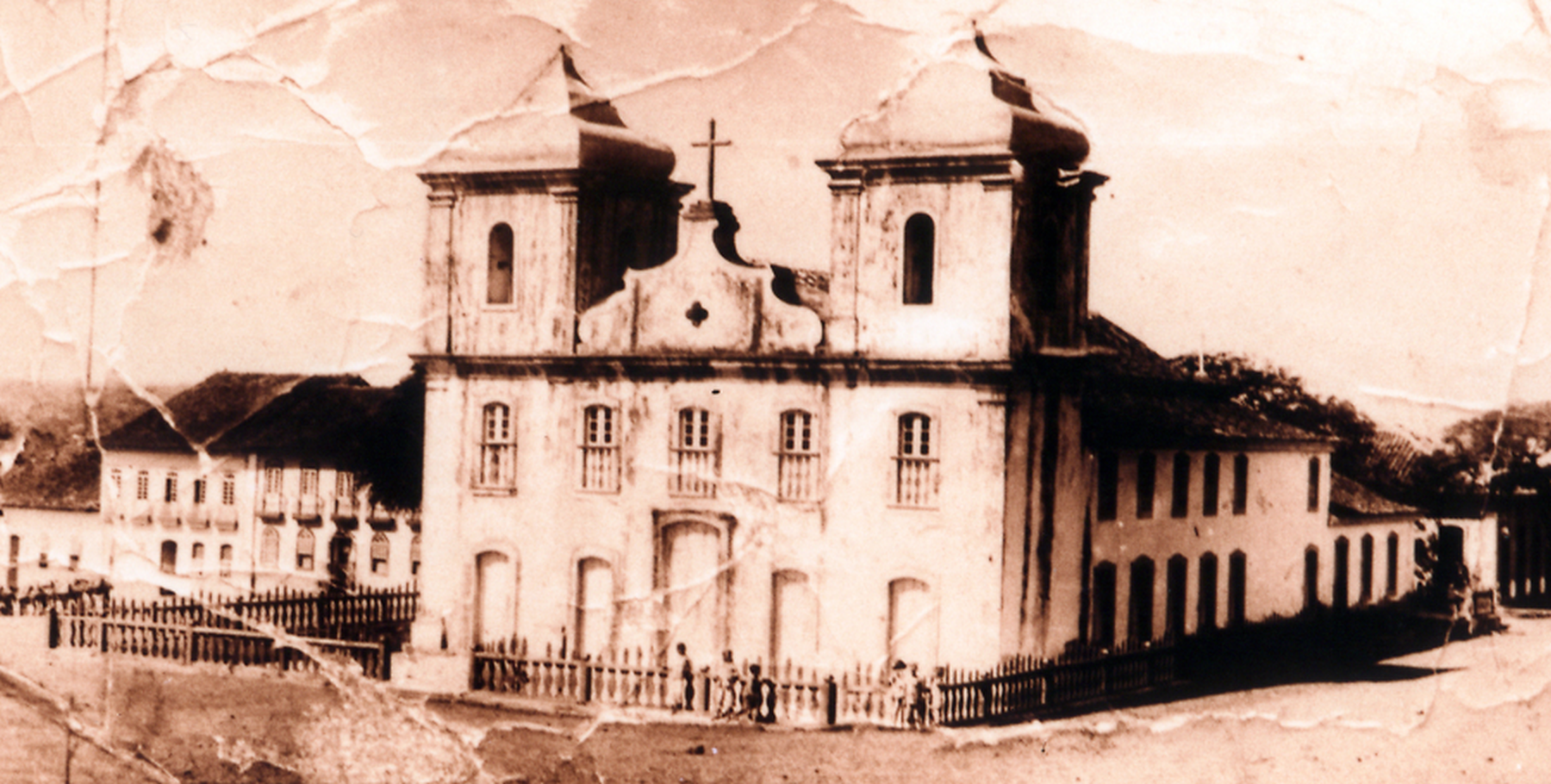
A primitiva igreja, em estilo colonial, teria sido obra dos jesuítas no séc. XVIII

Foi erguida sobre antigo templo construído pelos jesuítas antes de sua expulsão do país. Sobre ela registrou Teodoro Sampaio, em sua passagem de 1880: "há na cidade quatro igrejas, das quais a matriz, já um tanto arruinada, é obra dos antigos jesuítas".
Com a criação da Diocese sediada na cidade de Caetité, em 1913, o primeiro bispo D. Manuel já em 1916 realiza medidas para a reforma da matriz (chamada já então de "catedral"), realizando naquele ano duas reformas.
Em 1926 o segundo prelado, D. Juvêncio procedeu à segunda grande remodelação do templo, havendo então registrado no "Livro de História da Diocese" que a construção: "(...) não tinha gosto estético e tudo era pesado e grosseiro. A capela-mór, muito acanhada, não oferecia espaço para o desenrolar dos cerimoniais de missa cantada com três ministros (...) o presbitério, ou capela-mór era forrado. Aliás e o único forro que existia. Os corredores e a nave central eram de telha vã (...) Toda a construção de nossa catedral era de adobes, inclusive a que foi remodelada por D. Raimundo de Melo. As paredes apresentavam enormes trincaduras e o arco-mor ameaçava ruir, tal a abertura que se mostrava" - de tal forma que a remodelação durou de 1932 a 1939, ficando então fechada para cultos, com várias interrupções por falta de recursos, sendo a última das fases a pintura das paredes e do teto, que foi então elevado, nela se consignando o "Brasão da Diocese", cuja elaboração fora então encomendada ao "irmão Paulo Lachenmayer". Embora reaberta em 1939, os trabalhos continuaram até 1942, com a construção de segundo coro e modificações na torre.

### Registro de 1932

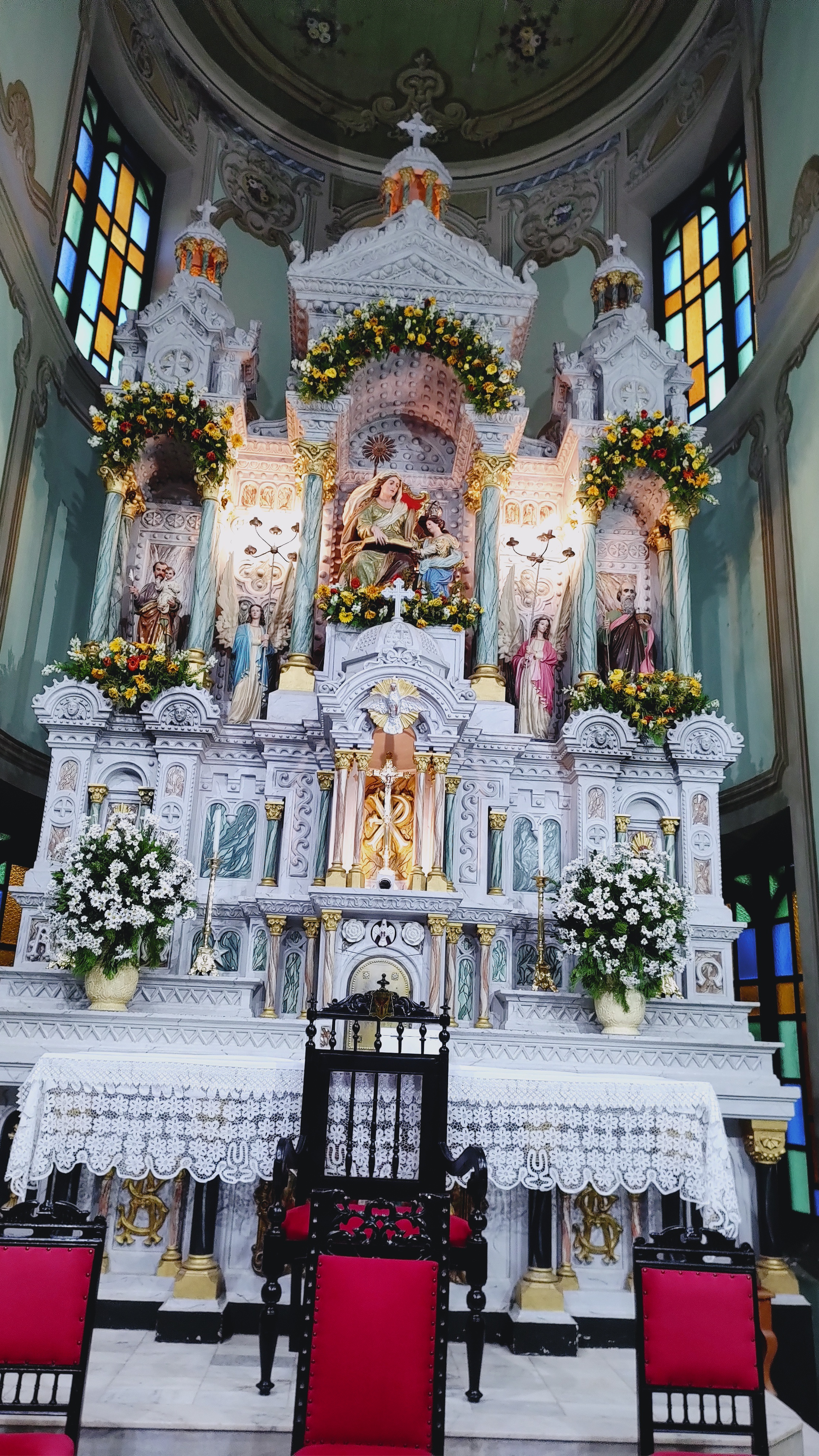
Altar-mor de Sant'Ana

Relato feito por Pedro Celestino da Silva em revista do Instituto Geográfico e Histórico da Bahia no ano de 1932, diz o seguinte:
"Vagas e incertas, como já tivemos ocasião de notar, são as notícias que a tradição conserva sobre a construção da primitiva igreja matriz. Como todos os edifícios antigos, a matriz de Santa Anna foi construída de barro e madeira, sendo o seu interior ornado de bonitas pinturas executadas pelo artista alemão Gottschalk, existindo até poucos anos, no teto da nave e da capela mor quadros a óleo. O alto cruzeiro era então estucado e cheio de artísticos lavores. Em 1836, em conseqüência do grande inverno que reinou nesse ano, desabou o antigo campanário da igreja, cuja reconstrução foi auxiliada por uma subvenção do governo da província, vindo para esse fim um hábil arquiteto da capital para se encarregar da direção das obras projetadas.
Essas obras consistiram em ampliar a nave para a frente com o levantamento de duas torres, abertura de dous corredores laterais, terminando esses melhoramentos, em 1848, com a abertura da igreja às funções do culto. Anos depois, o vigário Manoel Benvindo Sales fez a igreja passar por novas reformas e melhoramentos, procedendo-se nessa ocasião ao envidraçamento das janelas da frente e toda pintura interna, substituindo-a por outra muito mais simples, sem gosto, nem arte. Finalmente, com a criação da Diocese de Caetité em 1913, o seu primeiro Bispo D. Manoel Raymundo de Mello, apelando para os sentimentos religiosos da população, pensou em dar nova feição à igreja matriz com o fim de transformá-la na atual catedral. Feito o apelo, e recolhidos os primeiros donativos, começaram as obras sob a direção do Bispo, em 1916. Demolidas as duas torres, levantadas arcadas entre a nave a capela-mor, desapareceram os antigos e pesados paredões que afeavam e tomavam grande espaço da igreja que, assim ampliada, e passando por modificações importantes, se tornou mais arejada, apresentando melhor aspecto. À sua frente eleva-se agora uma só torre, onde estão alojados os sinos, o relógio, e abaixo desses, a porta principal que dá acesso para o recinto que conta 3 altares em estilo simples, mas bem cuidados. Na capela-mor está o altar da Senhora Sant'Anna, padroeira da cidade, e nos laterais, as imagens do Sagrado Coração de Jesus e do Patriarca S. José, todos consoante a singeleza do templo. Nos fundos da capela-mor fica a sacristia ampla e asseada. Tem dous púlpitos e um coro. Assim concluída, em parte, a remodelação da igreja exteriormente de pouca arquitetura, procedeu-se à pintura geral de modo que, em 1923, se achava ela com a necessária capacidade e decência para atender à prática dos atos divinos da nova Diocese. A catedral de Caetité, conquanto não se possa incluir entre os grandes monumentos estéticos, com direito pode, no entanto, figurar no inventário das obras de arte da cidade."

## Reformas e acréscimos
Registrou Koehne, em 2002: "O forro do templo e da nave foram ornados de belas pinturas sacras, que persistiram por décadas, até quando de uma reforma patrocinada pelo prof. Hélio Negreiros, que simplesmente as fizeram sucumbir sob camadas de tintas, ao argumento de serem "irrecuperáveis", nos anos 80 do séc. XX. No ano de 1990, já sob o bispado de D. Antônio Alberto Guimarães Rezende, uma nova e ampla reforma é levada a cabo, com apoio da empresa Andrade Gutierrez. Visando dar maior proteção ao templo, e harmonização com a reforma que também se processava na urbanização da Praça da Matriz, é cercada com grades e pilastras, construídos alguns cômodos nas laterais e fundos (onde passa a funcionar a Cúria)".